# Campo Ixtonclal
Campo Ixtonclal är en ort i Mexiko.   Den ligger i kommunen Yautepec och delstaten Morelos, i den sydöstra delen av landet, 60 km söder om huvudstaden Mexico City. Campo Ixtonclal ligger 1 247 meter över havet och antalet invånare är 125.
Terrängen runt Campo Ixtonclal är kuperad västerut, men österut är den platt. Runt Campo Ixtonclal är det mycket tätbefolkat, med 1 361 invånare per kvadratkilometer. Närmaste större samhälle är Cuernavaca, 16,4 km väster om Campo Ixtonclal. Omgivningarna runt Campo Ixtonclal är en mosaik av jordbruksmark och naturlig växtlighet.